# Rise of the Rōnin
Rise of the Rōnin je akční RPG videohra vyvinutá studiem Team Ninja, kterou vydala společnost Sony Interactive Entertainment; vyšla 22. března 2024 exkluzivně pro PlayStation 5.

## Hratelnost
Rise of the Rōnin se odehrává v otevřeném světě, přičemž si každý hráč může vytvořit vlastní postavu rónina (muže či ženu) tj. samuraje bez pána, mající moc svobodně se rozhodovat. V boji je k dispozici široká škála zbraní, jako jsou katany a různé střelné zbraně, které byly použity ve válce Bošin. Hra obsahuje volby příběhu, které hráčům umožňují postavit se na stranu některých postav nebo bojovat proti různým nehráčským postavám; krom prozkoumatelných historických měst Jokohama, Edo a Kjóto je možné procházet také různé venkovské oblasti. Hráč má k dispozici různé nástroje pro pohyb, jako je kůň, lodní hák nebo kluzák. Ve hře existuje možnost přepínat mezi třemi úrovněmi obtížnosti a nechybí kooperativní režim pro tři hráče.

## Děj
Hra se odehrává v Edu (starý název pro Tokio), Jokohamě a v Kjótu na konci 19. století, v časech modernizace císařství, během Bakumacu – posledních let období Edo, a zobrazuje válku Bošin mezi šógunátem Tokugawa a různými protišógunátními frakcemi nespokojenými s vlivem Západu po nuceném obnovení Japonska po období Sakoku.

## Vývoj
Vývoj hry začal v roce 2015 s pomocí studia XDev spadajícího pod PlayStation Studios. Podle Fumihiko Jasudy chtěli vývojáři vyvinout hru, která by zobrazovala Japonsko v jeho nejtemnějších dobách, přičemž období Bakumacu označili za éru, které se mnozí „vyhýbají“; dle Jasudy je Rise of the Rōnin nejambicióznějším projektem, který Team Ninja vyvinul. Vývoj titulu s otevřeným světem byl pro Team Ninja zvláštní výzvou, protože dosud vyvíjeli pouze hry založené na úrovních. Jasuda uvedl, že vytvoření pasivních NPC bylo pro studio „úderné“ a „náročné“, protože v jejich předchozích titulech bylo vše na obrazovce určeno k poražení hráči. Jasuda uvedl, že Team Ninja je natolik zvyklý vyvíjet hry, ve kterých hráči zabíjejí vše, co se hýbe, že vytvoření zážitku s méně postradatelnými vedlejšími postavami, jako jsou NPC, bylo „působivé“ a „výzvou“.

## Vydání
Hra byla oznámena 13. září 2022 na livestreamu PlayStation State of Play. Dne 7. prosince 2023 byl na The Game Awards 2023 zveřejněn nový trailer s datem vydání 22. března 2024. Dne 14. prosince 2023 byly v Japonsku zahájeny předobjednávky odhalující, že hra bude prodávána ve dvou verzích, Cero D a Cero Z – to kvůli míře násilí, považované japonskou organizací Computer Entertainment Rating Organization za nepřiměřenou.

## Kritika
Ondřej Martinů z Bonuswebu dal hře 70 %.